# La Roche-Posay

La Roche-Posay este o comună în departamentul Vienne, Franța. În 2009 avea o populație de 1,556 de locuitori.